# 精神病人收容所

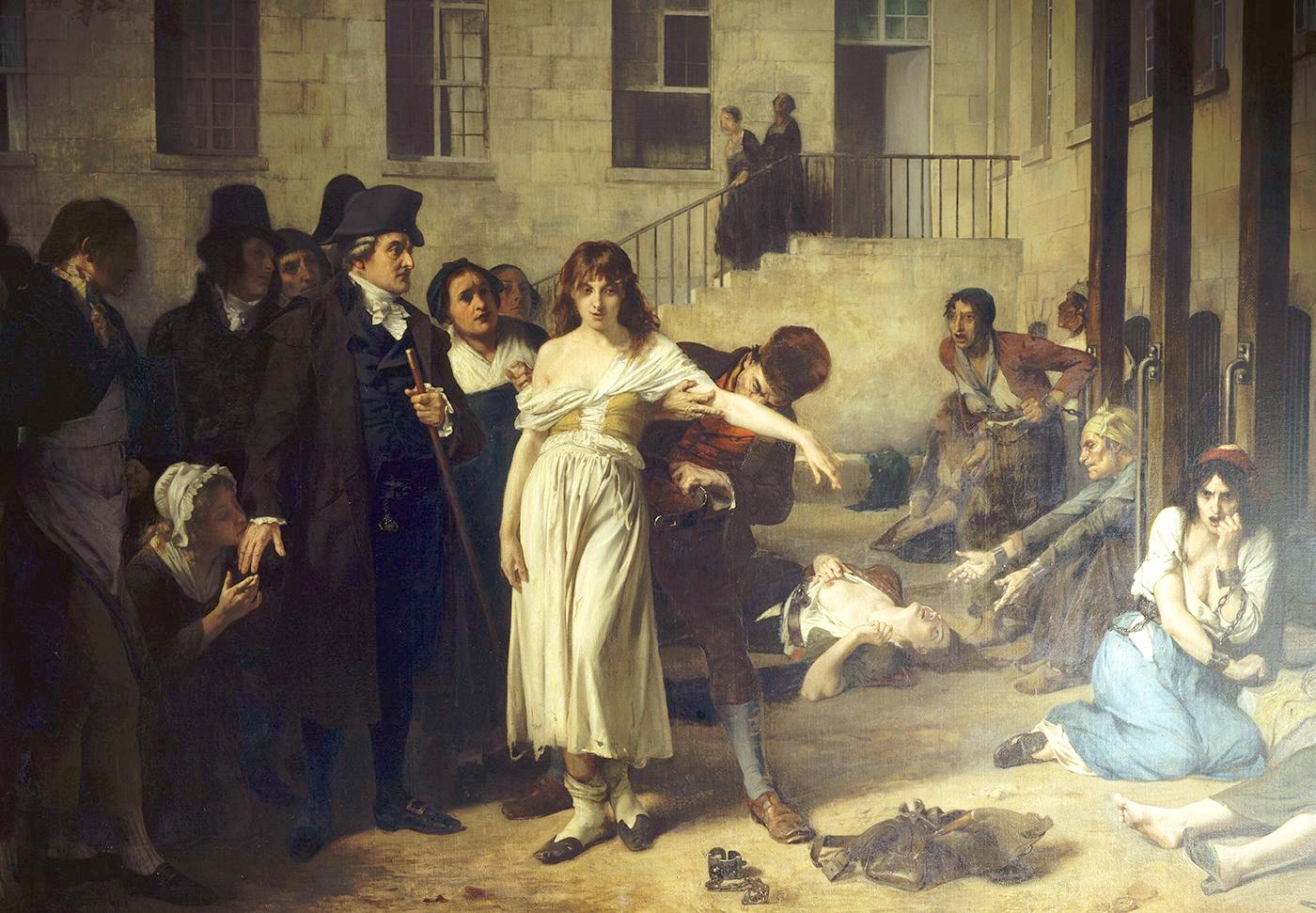
精神病人收容所

精神病人收容所（又译疯人院）在过去被用作收容被认为疯癫的人的地方。872年，艾哈迈德·伊本·突伦在埃及开罗建立了第一所疯人院，但是在欧洲大部分疯人院17世纪之后才建立。启蒙时代时人们对精神病患者的态度出现变化，从简单的关押逐步演变成治疗和改造。19世纪初，英国共有数千人收容在疯人院中，而20世纪初，这个数字超过十万。20世纪这些疯人院逐步演变为精神病院。

## 历史
世界上第一家精神病院在1409年西班牙的瓦伦西亚建立。荷兰地区的第一家精神病院则在1425年开设，由托马斯·阿奎那推动。早期的精神病院管理尚未形成体系。“院母”管理一切，护理方式因机构不同而迥异。病人被强行约束、捆绑、限制自由，甚至会用牛筋皮鞭等工具来“安抚”。
即使如此，因为床位很少，那时想进疯人院仍然比较困难。 15世纪的雷尼尔·范·阿克尔精神病院只能容纳12个人，18世纪时也不过才增到45张床。更多的精神病人被社会排挤，被当成女巫审判，或沦为社会边缘的流浪者。
收入方面，早期的精神病院也相当另类，主要靠“疯人节”和收费展示“疯人”来维持。比如在乌得勒支，每年复活节后的星期二就有“复活节疯人节”。后来，政府开始把这些地方改造成劳改所和工人之家。在经济好时，精神病院成了廉价劳动力供应地；在经济衰退时，也有助于避免社会动荡。
随着医学的发展，人们的护理理念也在改变。大家开始认为休养和接触自然有助恢复，于是重度精神病人逐渐被隔离，精神病院也不再允许外人参观。第一批远离城市的精神病院开始出现，管理逐渐交由医生接手，到了18世纪，“疯人展示”才被彻底禁止。
1841年10月5日，荷兰颁布《精神病法》，明确了患者的入院和出院条件。新型精神病院取代了旧的模式，法律要求医院必须配备足够的医生，并对患者收治数量进行限制。
许多早期的“精神病院”逐渐转型为“精神病疗养院”（也称“疗养院”），后来成为現今熟知的精神病院。